# Jerzy Ilinicz
Jerzy Ilinicz (biał. Юры Ільініч) herbu Korczak (zm. 2 poł. XVI wieku) – wnuk Jerzego Iwanowicza Ilinicza, fundatora zamku w Mirze, od 1553 hrabia cesarstwa.
W spadku odziedziczył on duży majątek na Litwie i skoligacony był przez matkę z rodem Radziwiłłów. Opiekę nad małoletnim Jerzym i jego edukacją roztoczył Mikołaj Radziwiłł Czarny, opłacając jego wyjazdy i regulując długi. Jerzy umierał w stanie bezżennym i bezpotomnym, a swój majątek zapisał adoptowanemu przez siebie Mikołajowi Krzysztofowi Radziwiłłowi „Sierotce”, synowi swojego opiekuna.
Aktem z dnia 9 maja 1566 roku (ponowionym i zatwierdzonym 25 sierpnia 1568 r.) zapisuje adoptowanemu synowi dobra: Mir i Żuchowicze w woj. noworódzkim, Dworyszcze w pow. lidzkim, Zelwę w powiecie wołkowskim oraz Czarnawczyce i dwór w Białej z częścią miasta do niego należącą.